# عشق مانند سقوط گلبرگ
عشق مانند سقوط گلبرگ (انگلیسی: Love Like the Falling Petals) فیلمی ژاپنی محصول سال ۲۰۲۲ به کارگردانی  یوشیهیرو فوکاگاوا و نویسندگی توموکو یوشیدا است که بر اساس رمانی از کیسوکه اویاما در سال ۲۰۱۷ ساخته شده است.